# Teorie del complotto su Jonestown

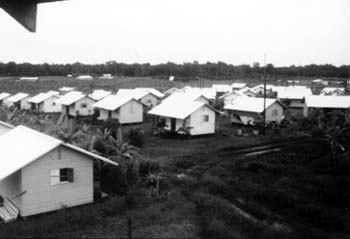
Case a Jonestown

Le teorie del complotto su Jonestown involgono una serie di ipotesi e moventi alternativi a quelli ufficiali sul suicidio di massa avvenuto nella comunità di Jonestown in Guyana, il 18 novembre 1978.
La comunità, guidata dal predicatore Jim Jones, era formata esclusivamente da membri del culto noto come Tempio del popolo.

## L'eccidio a Jonestown
Il 18 novembre 1978 alcuni residenti della setta "Tempio del popolo" assassinarono il deputato Leo Ryan e altre quattro persone su una pista d'atterraggio presso Port Kaituma, nella zona nordoccidentale della Guyana.
La sera dello stesso giorno, ad alcune miglia di distanza, nel loro insediamento nella giungla di Jonestown (Guyana), creato dalla stessa setta per la costituzione di una comune agricola, il leader Jim Jones radunò gli oltre 900 seguaci che ingerirono, sia volontariamente che sotto costrizione, una miscela di cianuro di potassio e tranquillanti disciolti in una bevanda alla frutta.

## Le cronache contrastanti
Le prime pagine di New York Post, New York Times e San Francisco Examiner che avevano citato i resoconti originali dell'esercito della Guyana, riportavano della scoperta di 408 cadaveri, mentre circa 500 persone sarebbero fuggite nella giungla circostante; non è mai stato chiarito perché queste persone sarebbero dovute scappare se il suicidio di massa era spontaneo. I corpi dei 500 mancanti furono ritrovati successivamente e il conteggio salì a 909, compresi 219 bambini.
L'esercito statunitense arrivò alcuni giorni dopo, e aumentò sensibilmente le stime dei cadaveri: dai 408 iniziali, si passo a 780, per salire col rilievo definitivo dopo una settimana di ricerche a 909 morti, ai quali andavano sommati i 4 seguaci morti alla sede del Tempio in Georgetown, e i 5 caduti durante la sparatoria alla delegazione di Leo Ryan. In fin dei conti, 167 furono i sopravvissuti.
Nello spiegare le discrepanze, un funzionario Usa disse che la Guyana "non poté contarli", mentre un altro portavoce spiegò che i 400 trovati inizialmente erano stati ammassati, mentre gli altri 500 e oltre erano in altri luoghi della comunità più nascosti. I morti erano sparsi un po' dappertutto, in alcune parti ammassati uno sopra l'altro e in via di decomposizione in prossimità del padiglione, mentre quelli negli edifici e in zone più lontane non furono trovati subito. Dal momento che nessuna stima o forma di censimento fu effettuata alla popolazione di Jonestown prima del massacro, si pensa comunque che possano esserci stati da 20 a 120 seguaci non rientranti nelle statistiche. Questi, secondo i teoristi del complotto, avrebbero formato le cosiddette "Brigate Rosse", il corpo armato del culto responsabile dell'attacco alla delegazione del Congresso, oltre che avente le funzioni basilari di una normale fonte di sicurezza come il controllo lungo le strade e la stabilità interna.
Secondo il New York Times, il primo medico qualificato inviato sulla scena del massacro fu il medico legale guyanese Leslie C. Mootoo. Lui e i suoi assistenti esaminarono oltre 100 cadaveri per circa 32 ore totali di esami e analisi, scoprendo che gran parte degli adulti presentava dosi di cianuro anche in parti del corpo impossibili da raggiungere senza assistenza, come ad esempio nelle scapole, mentre altri presentavano segni d'arma da fuoco. Charles Huff, uno dei primi soldati americani ad arrivare sul posto, riferì d'aver visto "molte vittime d'arma da fuoco", da aggiungersi a quelle invece frecciate con balestre, per le cui modalità di ritrovamento sembrava stessero fuggendo (per ciò uccise). Mootoo inoltre, ritenne che fosse impossibile per i bambini accettare un volontario suicidio, concludendo preliminarmente che la maggior parte delle persone morte a Jonestown non si fossero suicidate, bensì uccise.

## Le ipotesi

### Gli esperimenti ed il ruolo della CIA
Il 27 settembre 1980, il giornalista Jack Anderson pubblicò sul quotidiano statunitense "The Free Lance-Star" un articolo nel quale sosteneva il coinvolgimento della CIA nel fatto di sangue, secondo Anderson, Jim Jones e Richard Dwyer - un diplomatico vice capo della missione presso l'ambasciata USA in Guyana - avrebbero avuto legami con la Central Intelligence Agency. Secondo alcuni testimoni, un agente dell'agenzia avrebbe assistito all'omicidio di Leo Ryan, i cui figli avrebbero anche intentato una causa da tre milioni di dollari contro il Dipartimento di Stato degli Stati Uniti poiché l'ufficio sarebbe stato in possesso di informazioni che ne avrebbero potuto evitare l'omicidio. Inoltre il ritrovamento di armi da fuoco e droghe come valium, demerol, clorpromazina e metaqualone ha sollevato sospetti dei rapporti tra Jones e trafficanti di droga, crimine organizzato ed agenzie governative.
Molte teorie del complotto hanno spesso sostenuto che gli eventi di Jonestown rappresentavano esperimenti della CIA nel controllo mentale o modalità simili di sperimentazione sociale, come ad esempio un'applicazione pratica Progetto MKUltra.

### Le speculazioni in Unione Sovietica
Nel 1987 fu pubblicato nell'URSS il libro-inchiesta dai caratteri accusatori The Jonestown Carnage: A CIA Crime (1978) di S.F. Alinin, B.G. Antonov e A.N. Itskov, incentrato sul presunto movente anticomunista che avrebbe scatenato il massacro. Si citano quindi alcune caratteristiche del Tempio del Popolo che lo avrebbero reso impopolare al governo statunitense: la pratica del cosiddetto "socialismo apostolico" propugnato da Jim Jones, l'opposizione al capitalismo e imperialismo degli Stati Uniti.
Nel libro si appunta anche a presunti e numerosi incontri che sarebbero avvenuti fra rappresentanti del Tempio del Popolo con ambasciatori sovietici inviati a Jonestown per negoziare il potenziale trasferimento della comunità nell'Unione Sovietica. Viene riferito della visita a Jonestown dell'ambasciatore Fëdor Timofeev il 2 ottobre 1978, che elogiò la comunità per i loro sforzi nella costruzione di un "paradiso socialista" in faccia agli Stati Uniti.
In base a questo e altre accuse, gli autori sostengono che i membri del culto sarebbero stati assassinati da mercenari pagati dalla CIA per prevenire una possibile emigrazione politica dagli Stati Uniti nel caso che il progetto portato avanti da Jones avesse avuto fortuna all'interno del Paese.